# Branislav Stankovič
Branislav Stankovič, né le 30 mai 1965 à Piešťany, est un ancien joueur de tennis slovaque.
Il a remporté un tournoi ATP en double à Prague en 1992 et a atteint les demi-finales à Kitzbühel en 1990. Sur le circuit Challenger, il totalise huit titres dont celui d'Istanbul en simple en 1987.
Membre de l'équipe de Slovaquie de Coupe Davis lors de sa création en 1994, il a remporté ses cinq matchs de double. Il a battu Andreï Medvedev (47e) à Kitzbühel en 1992.

## Palmarès

### Titre en double messieurs
| No | Date       | Nom et lieu du tournoi         | Catégorie    | Dotation  | Surface      | Partenaire    | Finalistes                 | Score    |  |
| -- | ---------- | ------------------------------ | ------------ | --------- | ------------ | ------------- | -------------------------- | -------- |  |
| 1  | 10-08-1992 | Škoda Czechoslovak Open Prague | World Series | 320 000 $ | Terre (ext.) | Karel Nováček | Jonas Björkman Jon Ireland | 7-5, 6-1 |  |

## Parcours dans les tournois duGrand Chelem

### En simple
| Année | Open d'Australie | Open d'Australie | Internationaux de France | Internationaux de France | Wimbledon      | Wimbledon   | US Open | US Open |
| ----- | ---------------- | ---------------- | ------------------------ | ------------------------ | -------------- | ----------- | ------- | ------- |
| 1988  | —                | —                | 1er tour (1/64)          | T. Witsken               | 2e tour (1/32) | P. Annacone | —       | —       |
| 1992  | —                | —                | —                        | —                        | 2e tour (1/32) | A. Volkov   | —       | —       |

N.B. : à droite du résultat se trouve le nom de l'ultime adversaire.

### En double
| Année | Open d'Australie | Open d'Australie | Internationaux de France | Internationaux de France | Wimbledon | Wimbledon | US Open | US Open |
| ----- | ---------------- | ---------------- | ------------------------ | ------------------------ | --------- | --------- | ------- | ------- |
| 1989  | —                | —                | 1/8 de finale M. Mečíř   | R. Båthman C. Di Laura   | —         | —         | —       | —       |
| 1991  | —                | —                | 1er tour (1/32) R. Vogel | N. Borwick S. Youl       | —         | —         | —       | —       |

N.B. : le nom du ou de la partenaire se trouve sous le résultat ; le nom des ultimes adversaires se trouve à droite.